# Liste des ministres de l'Emploi en Région wallonne
Voici la liste des ministres de l'Emploi en Région wallonne depuis la création de la fonction en 1985.

## Liste
| Titulaire   | Titulaire                            | Parti | Mandat                                                          | Gouvernement | Portefeuille ministériel | Législature |
| ----------- | ------------------------------------ | ----- | --------------------------------------------------------------- | --- | --- | ----------- |
|             | Arnaud Declety (1933-2000)           | PRL   | 11 décembre 1985 – 4 février 1988 (2 ans, 1 mois et 24 jours)   | Wathelet | Ministre de l’Économie, de l’Emploi et des Classes moyennes                                                                                  | 2e          |
|             | Philippe Busquin (1941)              | PS    | 4 février 1988 – 10 mai 1988 (3 mois et 6 jours)                | Coëme | Ministre de l’Économie, des P.M.E. et de l’Emploi                                                                                            | 3e          |
|             | Edgard Hismans (1930-1995)           | PS    | 10 mai 1988 – 8 janvier 1992 (3 ans, 7 mois et 29 jours)        | Anselme | Ministre de la Rénovation rurale, de la Conservation de la nature, des Zonings industriels, de l’Emploi et de la Fonction publique régionale | 3e          |
|             | Albert Liénard (1938-2011)           | cdH   | 8 janvier 1992 – 20 juin 1995 (3 ans, 5 mois et 12 jours)       | Spitaels | Ministre du Développement technologique et de l’Emploi                                                                                       | 4e          |
| Collignon I | Albert Liénard (1938-2011)           | cdH   | 8 janvier 1992 – 20 juin 1995 (3 ans, 5 mois et 12 jours)       | Ministre du Développement technologique, de la Recherche scientifique, de l’Emploi et de la formation professionnelle | | 4e          |
|             | Jean-Claude Van Cauwenberghe (1944-) | PS    | 20 juin 1995 – 12 juillet 1999 (4 ans et 22 jours)              | Collignon II | Ministre du Budget et des Finances, de l’Emploi et de la Formation                                                                           | 5e          |
|             | Michel Daerden (1949-2012)           | PS    | 12 juillet 1999 – 4 avril 2000 (8 mois et 23 jours)             | Di Rupo I | Ministre de l’Emploi, de la Formation et du Logement                                                                                         | 6e          |
|             | Marie Arena (1966-)                  | PS    | 4 avril 2000 – 17 juillet 2003 (3 ans, 3 mois et 13 jours)      | Van Cauwenberghe I | Ministre de l’Emploi, de la Formation et du Logement                                                                                         | 6e          |
|             | Philippe Courard (1966-)             | PS    | 17 juillet 2003 – 27 juillet 2004 (1 an et 10 jours)            | Van Cauwenberghe I | Ministre de l’Emploi, de la Formation et du Logement                                                                                         | 6e          |
|             | Jean-Claude Marcourt (1956 -)        | PS    | 27 juillet 2004 – 15 juillet 2009 (4 ans, 11 mois et 18 jours)  | Van Cauwenberghe II                                                                                                   | Ministre de l’Économie et de l’Emploi | 7e          |
| Di Rupo II  | Jean-Claude Marcourt (1956 -)        | PS    | 27 juillet 2004 – 15 juillet 2009 (4 ans, 11 mois et 18 jours)  | Ministre de l’Économie, de l’Emploi et du Commerce extérieur                                                          | | 7e          |
| Demotte I   | Jean-Claude Marcourt (1956 -)        | PS    | 27 juillet 2004 – 15 juillet 2009 (4 ans, 11 mois et 18 jours)  | Ministre de l’Économie, de l’Emploi, du Commerce extérieur et du Patrimoine                                           | | 7e          |
|             | André Antoine (1960-)                | cdH   | 15 juillet 2009 – 22 juillet 2014 (5 ans et 7 jours)            | Demotte II | Vice-président, ministre du Budget, des Finances, de l'Emploi, de la Formation et des Sports                                                 | 8e          |
|             | Éliane Tillieux (1966-)              | PS    | 22 juillet 2014 – 28 juillet 2017 (3 ans et 6 jours)            | Magnette | Ministre de l'Emploi et de la Formation | 9e          |
|             | Pierre-Yves Jeholet (1968-)          | MR    | 28 juillet 2017 – 13 septembre 2019 (2 ans, 1 mois et 16 jours) | Borsus | Vice-président, ministre de l’Économie, de l’Industrie, de la Recherche, de l’Innovation, du Numérique, de l’Emploi et de la Formation       | 9e          |
|             | Christie Morreale (1977-)            | PS    | 13 septembre 2019 – (5 ans, 6 mois et 2 jours)                  | Di Rupo III | Vice-présidente, ministre de l'Emploi, de la Formation, de la Santé, de l'Action sociale, de l'Égalité des chances et des Droits des femmes  | 10e         |